# Edwin Chadwick
Edwin Chadwick (KCB) (24 de enero de 1800 - 16 de julio de 1890) fue un reformista social inglés, conocido por sus reformas en las leyes que regulaban la atención médica y la atención a indigentes. 

## Biografía

### Primeros años
Edwin Chadwick nació el 24 de enero de 1800 en Longsight, cerca de Mánchester. Su madre murió cuando él era niño, su padre, James Chadwick enseñó música y botánica al científico John Dalton y también era considerado un político muy liberal para su época.  Edwin Chadwick tuvo así una temprana exposición a ciertas ideas políticas y sociales. Comenzó su educación en una pequeña escuela en el condado de Lancashire para más tarde trasladarse a un internado en Stockport, donde estudió hasta los 10 años. Cuando su familia se mudó a Londres en 1810 Chadwick continuó su educación con la ayuda de profesores particulares y su padre, aunque también se desempeñaba como autodidacta.
Con 18 años Chadwick decidió seguir la carrera de derecho. Empezó su aprendizaje en la oficina de un abogado y en 1823 se matriculó en la escuela de derecho en The Temple de Londres.
Desde la década de 1830 trató de ganarse la vida como escritor con trabajos en ciencias aplicadas y democracia. También publicó ensayos en la Westminster Review sobre diferentes métodos destinados a aplicar los conocimientos científicos a la práctica de gobierno. Fue amigo de dos de los principales filósofos de la época, John Stuart Mill y Jeremy Bentham. Bentham lo contrató como asistente literario y a su muerte le dejó una gran herencia. También conoció a personalidades como Thomas Southwood Smith, Neil Arnott o James Kay-Shuttleworth. Con sus trabajos sobre reformas sociales y bajo la influencia de sus amigos, Chadwick comenzó a dedicar sus esfuerzos a la aprobación de reformas sanitarias. En 1832 inició definitivamente su lucha para la mejora de las condiciones sanitarias y de salud general para la población desfavorecida.

### Reformista
En 1832 Chadwick fue contratado por una Comisión Real designada para investigar el funcionamiento de las Poor Laws (leyes de pobres) y en 1833 fue nombrado miembro de pleno derecho de este organismo. Chadwick y Nassau William Senior redactaron el famoso informe de 1834 en el que se recomendaba la reforma de las Poor Laws (leyes de los pobres). Chadwick se mostraba favorable a implementar un sistema centralizado de la administración para que estas leyes funcionaran, pues hasta el momento estas se organizaban por distritos y alrededor de sindicatos.
En 1834 fue nombrado secretario de la comisión encargada de la Poor Law. Le resultó difícil llevarse bien con sus superiores pues no estaba dispuesto a aceptar medidas que no le parecían la mejor solución a los problemas. Estos desacuerdos fueron algunas de las razones que contribuyeron a la disolución de esta comisión en 1847. La principal contribución de Chadwick a la política fue su creencia de dejar ciertos departamentos de asuntos locales a expertos seleccionados en lugar de los dos representantes que eran elegidos.
Mientras siguió trabajando en la Ley de Pobres, abordó la cuestión de saneamiento junto al Dr. Thomas Southwood Smith. Sus esfuerzos conjuntos permitieron mejoras sustanciales en la salud pública. El informe The Sanitary Condition of the Labouring Population sobre el estado sanitario en el que se encontraba la población obrera en 1842 fue escrito y publicado por él mismo.  A este se añadió un informe complementario en 1843.  Los esfuerzos de Chadwick fueron reconocidos por el reformista William James Erasmus Wilson, quien en su libro  Healthy Skin to Chadwick, publicado en 1854, expreso "su admiración a los trabajos extenuantes e infatigables por las reformas sanitarias de Edwin Chadwick".

### Últimos años
Chadwick fue comisionado de la Metropolitan Commission of Sewers (Comisión Metropolitana de Alcantarillado) de Londres entre 1848 y 1849. También fue miembro de la General Board of Health (Dirección General de Salud) desde su establecimiento en 1848 hasta su abolición en 1854, momento en el que se retiró con una pensión, dedicando el resto de su vida a contribuciones voluntarias en cuestiones sanitarias y económicas.
En enero de 1884 fue nombrado primer presidente de la Association of Public Sanitary Inspectors (Asociación de Inspectores Sanitarios públicos), la actualmente conocida como Chartered Institute of Environmental Health (Instituto Colegiado de Salud Ambiental), cuya oficina central tiene el nombre de Chadwick Court en su honor.
En reconocimiento a su servicio público Chadwick fue nombrado Caballero (Sir) en 1889.